# Francesco Corrado (pallavolista)
Francesco Corrado (Crotone, 10 maggio 1997) è un pallavolista italiano, schiacciatore del Franco Tigano.

## Carriera

### Club
La carriera di Francesco Corrado inizia nelle giovanili della Callipo, nella stagione 2014-15, ottenendo, nella stessa annata qualche convocazione in prima squadra, in Serie A2: entra in pianta stabile in prima squadra a partire dalla stagione successiva, durante la quale ottiene la vittoria della Coppa Italia di categoria; dalla stagione 2016-17 partecipa, con lo stesso club, alla Superlega.
Per il campionato 2018-19 si accasa al Volley Catania, in Serie A2, categoria dove milita anche nella stagione successiva vestendo la maglia della Rinascita Lagonegro.
Nell'annata 2020-21 ritorna nuovamente alla Callipo, in Superlega. Dal campionato 2021-22 milita in Serie A3 difendendo prima i colori dell'Alessano e la stagione successiva quelli della Tuscania.
Nella stagione 2023-24 si trasferisce al Franco Tigano, sempre nella terza serie nazionale, con cui vince la Coppa Italia di categoria venendo premiato come miglior giocatore della finale.

### Nazionale
Viene convocato nel 2015 nella nazionale italiana Under-19, mentre nel 2016 è in quella Under-20.

## Palmarès

### Club
- Coppa Italia di Serie A2: 1

2015-16
- Coppa Italia di Serie A3: 1

2023-24

### Premi individuali
- 2024 - Coppa Italia di Serie A3: MVP